# Tomás O'Ryan
Tomás O'Ryan y Vázquez (Madrid, 30 de marzo de 1821-Madrid, 2 de agosto de 1902) fue un militar y político español.

## Biografía
Nacido en 1821 en Madrid, estudió en la Academia de Guadalajara entre 1838 y 1842. Militar de ascendencia irlandesa luchó en 1851 en Cuba contra los insurrectos y después en las acciones de Venezuela contra los filibusteros estadounidenses. En 1855 es destinado como agregado al Cuartel General anglo-francés durante la Guerra de Crimea escribiendo un interesante relato sobre el conflicto. Cuatro años después será agregado, esta vez, en la guerra de Italia entre los franco-piamonteses y los austriacos y, en 1857, será nombrado instructor del entonces Príncipe de Asturias D. Alfonso. Gobernador de Melilla entre 1864 y 1866, tras la restauración borbónica en España es designado ayudante de campo del rey y, entre junio y diciembre de 1888, ministro de la Guerra.